# بخش کاس (شهرستان ماسکینگوم، اوهایو)
بخش کاس (به انگلیسی: Cass Township) یک منطقهٔ مسکونی در ایالات متحده آمریکا است که در شهرستان ماسکینگام، اوهایو واقع شده‌است.
 بخش کاس ۷۴٫۲ کیلومتر مربع مساحت و ۱٬۴۹۲ نفر جمعیت دارد و ۲۲۵ متر بالاتر از سطح دریا واقع شده‌است.